# Quddús
 (in arabo: قدوس,; 1820 circa – 1849) è il titolo persiano dato dal Báb al suo benamato discepolo Mullá Muḥammad ‘Alí-i-Bárfurúsh, la diciottesima e ultima lettera del Vivente.
Non vi è certezza sull'anno di nascita di Mullá Muḥammad ‘Alí-i-Bárfurúsh, comunemente noto come Quddús, secondo alcuni tra il 1815 e il 1822 secondo altri più probabilmente tra il 1819-1820.

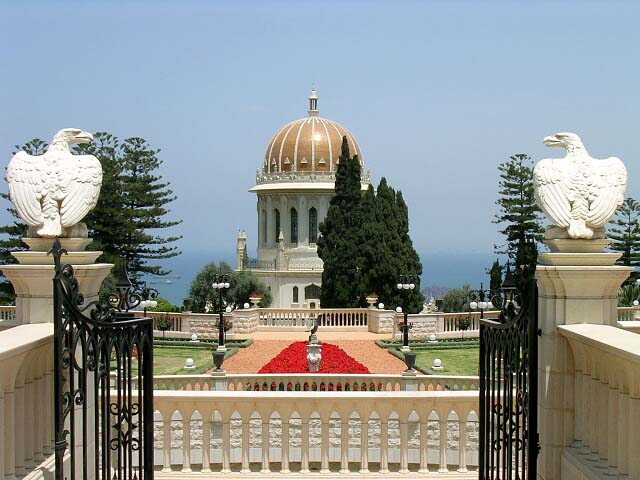
Mausoleo del Báb, Haifa

## Giovinezza
Quddús nacque in una famiglia di coltivatori di riso nei dintorni di Barfurush, nella provincia persiana del Mazandaran.
Passò parte della fanciullezza al servizio della famiglia di Mullá Muḥammad-Ḥamzih Sharí'at-Madár, un locale dignitario sciita.
Fu mandato successivamente nella città di Sari per studiare in una madrasa. Durante quegli anni, 1830, conobbe Mullá Hụsayn Bushrú'í, la prima lettera del Vivente e altri futuri Babisti.
A diciotto anni si recò nella città santa sciita di Kerbala in Iraq dove trascorse quattro anni come discepolo di Sayyid Kázim; ritornò a Bárfurúsh verso il 1843.
Quddús era descritto come un giovane leader religioso carismatico e gentile, ammirato anche da Mírzá Músá, il fratello di Bahá'u'lláh, che lo incontrò nel 1846.

## Báb
Quddús incontrò è accettò il Báb, come Profeta, a Shiraz e lo accompagnò poi nel pellegrinaggio alla Mecca. Partirono il 19 ottobre 1844 e arrivarono alla Mecca il 12 dicembre 1844.
Durante il pellegrinaggio il Báb fece una chiara dichiarazione della sua missione profetica di essere il Mahdi, sfidando alla comprensione Mírzá Muhít-i-Kirmání, un importante e titubante esponente shaykhì di Karbilà. Prese anche una speciale lettera che esponeva in termini chiari e inequivocabili i caratteri peculiari della sua missione profetica, e incaricò Quddús affinché la consegnasse assieme ad una selezione di suoi scritti allo Sharif della Mecca.
Tornati a Shiraz Quddús subì, assieme a Mullá Sádiq, la prima persecuzione da Babista quando ad entrambi venne bruciata la barba e forato il naso per farvi passare una corda e quindi, tirati come buoi ed espulsi dalla città
Dopo tale espulsione Quddús attraversò la Persia per insegnare e diffondere il messaggio del Báb.
Quddús fu uno dei tre maggiori esponenti degli ottantuno babisti che parteciparono alla Conferenza di Badasht, nel giugno-luglio 1848 tendente, fra l'altro, a tracciare una nuova linea da seguire nei confronti dell'Islam.
Rispetto alla sua posizione, in apparenza moderata e conservatrice, prevalse quella più radicale e rivoluzionaria di Táhirih che voleva una rottura con l'Islam del tempo, mentre l'altro importante esponente, Bahá'u'lláh, il futuro fondatore della Fede Bahai, cercava di mediare fra i due.

## Battaglia di Forte Tabarsi
Dal 10 ottobre 1848 al 10 maggio 1849 si ebbero sette mesi di scontri armati e assedio.
Il gruppo di circa trecento Babisti, inizialmente assalito dalla folla a Bárfurúsh e da milizie locali spinte dal clero islamico, si rifugiò nel vicino mausoleo dello "Sceicco Tabarsì" che fu da loro fortificato, respingendo tutta una serie di attacchi e fasi d'assedio condotti anche da truppe imperiali inviate poi contro di loro.
Sebbene gli attacchi iniziali fossero contrastati dal coordinamento di Mullá Husayn, dopo il suo arrivo al mausoleo fortificato fu Quddús ad assumere il ruolo guida dei Babisti, che raggiunsero il numero di trecentotredici, in adempimento ad una tradizionale profezia islamica.
La resistenza dei Babisti mise in serio imbarazzo il comando militare e le autorità civili, risolvendosi solo con l'inganno. Il principe Mihdí-Qulí Mírzá inviò ai resistenti nel forte una copia del Corano con su scritto un giuramento di lasciarli liberi in caso di resa.
I resistenti accettarono ma allora furono disarmati e resi inoffensivi. Il forte fu raso al suolo dall'esercito imperiale e i babisti furono quasi tutti massacrati.

## Martirio
Quddús fu condotto dal principe a Barfurúsh per inviarlo poi a Teheran dallo Shah, ma il Mullah del posto rifiutò l'idea del principe chiedendo l'uccisione di Quddús.
Il principe pur malvolentieri affidò Quddús al Mullà che, il 16 maggio 1849 lo consegnò a una folla da lui astutamente resa fanatica e sobillata
Quddús fu così assalito con coltelli ed asce e il suo corpo squartato fu gettato alle fiamme. Alcuni pezzi del corpo di Quddús furono recuperati da un amico e sepolti in un posto non molto lontano dal luogo di quel martirio.

## Status
Lo status spirituale di Quddús presso i Bahá'í è particolarmente onorato: viene considerato una speciale Lettera del Vivente e il compagno più vicino al Báb, che ne ha recepito pienamente il messaggio, ma è distinto da condizioni profetiche né d'essere una Manifestazione di Dio